# Mimi Scheiblauer
Mimi Scheiblauer  (eigentlich Marie-Elisabeth Scheiblauer; * 7. Mai 1891 in Luzern; † 13. November 1968 in Zürich) war eine Schweizer Wegbereiterin der Rhythmik als Erziehungsmittel der Heilpädagogik. Bis kurz vor ihrem Tode wirkte die Rhythmikerin bei Seminaren, Kursen und internationalen Kongressen mit.

## Leben und Wirken
Marie-Elisabeth Scheiblauer, von frühester Kindheit an Mimi gerufen, war das einzige Kind des Wiener Ingenieurs Franz Scheiblauer und dessen Ehefrau Marie, geb. Hiltbrunner. 1897 zog die Familie von Luzern nach Basel, 1901 wurde sie eingebürgert. Nach Ende der obligatorischen Schulzeit für Mädchen des gehobenen Bürgertums ließ sie sich am Konservatorium von Basel zur Pianistin ausbilden. 1908 besuchte sie den Rhythmik-Sommerkurs von Émile Jaques-Dalcroze in Genf. Sie fühlte sich sofort zutiefst angesprochen von der revolutionären Auffassung des Musikpädagogen am Genfer Konservatorium, der 1910 nach Dresden berufen wurde. Mimi Scheiblauer folgte diesem und absolvierte in Dresden und Hellerau ihre Ausbildung zur Lehrerin der Rhythmischen Gymnastik (so die damalige Titulierung), die sie 1911 mit einem Diplom abschloss. Der Komponist Friedrich Hegar berief sie 1912 an das Konservatorium Zürich als Dozentin für Rhythmik, Solfége und Klavier. Ab 1922 arbeitete sie verstärkt mit behinderten Kindern. Darüber schrieb Mimi Scheiblauer:
Diese Kinder gehörten eigentlich in eine Anstalt. Ihre Bildungsfähigkeit ist minimal. Sie kommen aus den armen und ärmsten Bevölkerungsklassen, es sind arme Geschöpfchen, die durch erbliche Belastung, durch ungünstige Verhältnisse, durch Krankheit und Unglücksfälle zu anormalen Menschen wurden. Es gibt unter ihnen:
I. Idioten ersten und zweiten Grades.
II. Kretins.
III. In pädagogischer Hinsicht Zurückgebliebene (Passive, Unfügsame).
IV. Schwerhörige und mit Sprachstörungen behaftete Kinder (Scheiblauer 1926, S. 100).
Bedingt durch ihre heilpädagogische Arbeit begann ihre fruchtbare Zusammenarbeit mit dem Heilpädagogen Heinrich Hanselmann. Letztgenannter schrieb in seinem Standardwerk Einführung in die Heilpädagogik, in dem er der Rhythmischen Gymnastik ein eigenes Kapitel widmete:
Ich bin überzeugt, daß dieses Kapitel in einem Lehrbuch der Heilpädagogik später sehr viel Raum beanspruchen wird. Wir führen den Titel besonders auf, nur um dieser Auffassung nachdrücklich Ausdruck geben zu können... Die wirkungsvollsten Befürworter der rhythmischen Gymnastik gerade in der Heilpädagogik sind die Kinder selbst. Wer gesehen hat, wie Blinde, Taube, Schwerhörige, Geistesschwache und Schwererziehbare dabei sind, wie sie froh und frisch werden, wie sie mittun, erwachen, wer alles dies selbst gesehen hat, der wird erkennen, daß diese Methode Neues und Wesentliches bringt (Hanselmann 1930, S. 522 ff.).
Mimi Scheiblauer unterrichtete ab 1924 als Dozentin für rhythmische Gymnastik am neu gegründeten Heilpädagogischen Seminar in Zürich, das von Heinrich Hanselmann mitbegründet und geleitet wurde. Ein Jahr später erteilte sie Unterricht in rhythmischer Gymnastik für Kinder, Erzieher und Angestellte des Landerziehungsheimes Albisbrunn.
Da die Rhythmik immer mehr Anerkennung fand, gründete sie 1926 das Seminar für musikalisch-rhythmische Erziehung als selbständige Abteilung am Zürcher Konservatorium. Ausgebildet wurden Rhythmiklehrerinnen und -lehrer mit staatlichem Abschlussdiplom.
Von 1927 bis 1947 war Mimi Scheiblauer für unzählige Rhythmikauführungen, Tanzchoreographien für Festspiele und Volksfeste verantwortlich. In Zusammenarbeit mit dem Regisseur am Stadttheater Zürich, Hans Zimmermann choreographierte sie die Bewegungschöre in Opern von Christoph Willibald Gluck, Wolfgang Amadeus Mozart, Arthur Honegger und Arnold Schönberg.
Im Jahre 1942 gründete Mimi Scheiblauer in Zürich den Sämann-Verlag, der Aufsätze über Rhythmik, kleine Lieder- und Notenbücher publizierte. Ferner erschien das von ihr herausgegebene Blatt Lobpreisung der Musik, das 27 Jahrgänge erlebte und seinerzeit die Fachzeitschrift der Rhythmikerziehung war.
1955 erstellte René Burri eine seiner ersten Fotoreportagen über die Arbeit der Zürcher Musikpädagogin mit taubstummen Kindern, die er dann bei der Fotoagentur Magnum einreichte und den Zuschlag erhielt.
Mimi Scheiblauer gründete 1964 den Schweizerischen Berufsverband musikalisch-rhythmischer Erzieher. Als Anerkennung für ihre Verdienste erhielt sie den Professorentitel und Ehrendoktortitel der Universität Zürich verliehen. Die Stadt Zürich zeichnete sie mit der Hans-Georg-Nägeli-Medaille aus.

## Grundsätze der Scheiblauer Rhythmik
Vor allem in der von ihr ins Leben gerufenen Zeitschrift Lobpreisung der Musik hatte Mimi Scheiblauer über viele Jahre hinweg ihre Theorie und Praxis der Rhythmik veranschaulicht. Für sie ist die Rhythmik vor allem ein Dialog zwischen Musik und Bewegung, oder anders ausgedrückt: Rhythmik ist Erziehung, die von der Bewegung ausgeht und von der Musik unterstützt wird, welche die Bewegungen führt und ordnet. Kein Kind verhält sich der Musik gegenüber unbeteiligt. Es wird sich in dem Maße, in dem es bereit und ansprechbar ist, dem Rhythmus
- sich hingeben
- sich einfügen und
- sich in Schwingungen versetzen lassen.

Mimi Scheiblauer betrachtete die Rhythmik als bedeutsames Erziehungsmittel, da sie insbesondere zur Konzentration, und nicht zu vergessen zur Freude erzieht. Musik wie Bewegung sind getragen von vier Grundelementen. Diesbezüglich bilanzierte sie:
Wodurch kann Musik und Bewegung den Menschen erziehen? Die Musik besteht aus vier Elementen: den Elementen der Zeit, der Kraft, des Klanges und der Form. Jedes hat eine besondere erzieherische Bedeutung. Mit dem Zeitlichen in der Musik schulen wir das motorische Nervensystem, mit dem Dynamischen (Kraft) regen wir die Ausdruckskräfte, also das Schöpferische an. Der Klang wirkt auf das Seelische, und die Form beeinflusst und ordnet das Geistige im Menschen. Es ist ohne weiteres klar, dass sich die Elemente der Zeit, der Kraft und der Form auch in der Bewegung finden. Dem Außenstehenden schwer verständlich ist jedoch die Beziehung zwischen Bewegung und Klang. Darum sei in wenigen Worten darauf hingewiesen, dass die Klanghöhe der Lage der Bewegung (z. B. tiefer Klang – tiefe Bewegung) entspricht. – Musik und Bewegung haben also dieselben Elemente. Setzen wir sie in Wechselbeziehung, so erhöhen wir dadurch ihre Wirkung (zit. n. Brunner-Danuser 1984, S. 47).
Die Rhythmikerin strukturierte die Inhalte rhythmisch-musikalischer Erziehung in fünf große Ordnungsgruppen:
- Ordnungsübungen
- Sozialübungen
- Begriffsbildungsübungen
- Sinnesübungen
- Phantasieübungen

Für ihre Rhythmikstunden wählte Mimi Scheiblauer besondere Materialien, die erfahrungsgemäß starken Aufforderungscharakter haben und deren Handhabung nicht von vornherein festgelegt ist: einfache Spiel- (z. B. Bälle, Seile, Tücher, Reifen, Stäbe, Sandsäckchen etc.) und Musikgeräte (z. B. Holzstäbe, Tamburine, Rasseldosen, Triangel, selbstgebastelte Geräusch- und Klangerzeuger etc.). Diese Materialien sind inzwischen als Scheiblauer-Material bekannt und fast in jeder (sonder-)pädagogischen/therapeutischen Einrichtung zu finden. Die Vielfältigkeit des Scheiblauer-Materials in Form, Gewicht, Farbe, Geräuscherzeugung und Größe regt das Kind an, sich damit zu beschäftigen und sich zu bewegen. So wird es zum schöpferischen Gestalten hingeführt (oder anders ausgedrückt verführt). Die Einfachheit ihres entwickelten und übernommenen Materials ist anschaulich dokumentiert in dem Dokumentarfilm Ursula oder das unwerte Leben (1966).

## Schriften
- Die Rhythmik als Hilfsmittel bei der Erziehung anormaler Kinder. In: Elfriede Feudel: Rhythmik. Theorie und Praxis der körperlich-musikalischen Erziehung. München 1926, S. 100–104.
- Lobpreisungen der Musik. Blätter für Musikerziehung und für allgemeine Erziehung. 1942–1968. Die 27 Jahrgänge enthalten unzählige Beiträge von Mimi Scheiblauer.

## Filme
Filme von Reni Mertens und Walter Marti mit und über Mimi Scheiblauer:
- Rhythmik (1956)[3]
- Krippenspiel II (1962)[3]
- Ursula oder das unwerte Leben (1966)[3] (archiviert im Ida-Seele-Archiv)